# Druga Slovenska Nogometna Liga 2013/14
Die Druga Slovenska Nogometna Liga 2013/14 war die 23. Spielzeit der zweithöchsten slowenischen Spielklasse im Männerfußball. Sie begann am 10. August 2013 und endete am 24. Mai 2014.

## Modus
Die 10 Mannschaften spielten jeweils dreimal gegeneinander. Planmäßig sollte der Erste in die ersten Liga aufsteigen, der Zweite konnte dies über die Relegation. Die beiden letzten Teams stiegen ab.

## Vereine
| Verein              | Stadt           |
| ------------------- | --------------- |
| NK Ankaran Hrvatini | Ankaran         |
| NK Šampion Celje    | Celje           |
| NK Bela krajina     | Črnomelj        |
| NK Roltek Dob       | Dob             |
| NK Aluminij         | Kidričevo       |
| NK Posavje Krško    | Krško           |
| NK Kalcer Radomlje  | Radomlje        |
| NK Garmin Šenčur    | Šenčur          |
| NK Šmartno          | Šmartno ob Paki |
| NK Farmtech Veržej  | Veržej          |

## Abschlusstabelle
| Pl. | Verein                  | Sp. | S  | U  | N  | Tore    | Diff. | Punkte |
| --- | ----------------------- | --- | -- | -- | -- | ------- | ----- | ------ |
| 1.  | NK Roltek Dob 1         | 27  | 20 | 3  | 4  | 052:280 | +24   | 63     |
| 2.  | NK Kalcer Radomlje 1    | 27  | 15 | 5  | 7  | 061:360 | +25   | 50     |
| 3.  | NK Aluminij (A)         | 27  | 13 | 8  | 6  | 045:230 | +22   | 47     |
| 4.  | NK Farmtech Veržej (N)  | 27  | 15 | 2  | 10 | 054:480 | +6    | 47     |
| 5.  | NK Ankaran Hrvatini (N) | 27  | 12 | 5  | 10 | 042:370 | +5    | 41     |
| 6.  | NK Šmartno              | 27  | 9  | 10 | 8  | 035:380 | −3    | 37     |
| 7.  | NK Posavje Krško        | 27  | 10 | 6  | 11 | 042:370 | +5    | 36     |
| 8.  | NK Garmin Šenčur        | 27  | 9  | 4  | 14 | 042:500 | −8    | 31     |
| 9.  | NK Šampion Celje        | 27  | 6  | 4  | 17 | 038:600 | −22   | 22     |
| 10. | NK Bela krajina         | 27  | 1  | 3  | 23 | 010:640 | −54   | 06     |

Platzierungskriterien: 1. Punkte – 2. Direkter Vergleich (Punkte, Tordifferenz, geschossene Tore) – 3. Tordifferenz – 4. geschossene Tore

| (A) – Absteiger aus der Slovenska Nogometna Liga 2012/13 |
| (N) – Neuaufsteiger aus der Tretja Nogometna Liga        |

## Relegation
An der Relegation sollten der Neuntplatzierte der ersten Liga (NK Krka), sowie der Zweitplatzierte aus der zweiten Liga (NK Kalcer Radomlje) teilnehmen. Da der Meister (NK Roltek Dob) den Aufstieg ablehnte, stieg Radomlje direkt auf, und Krka blieb in der ersten Liga.